# 701 Oriola
701 Oriola este un asteroid din centura principală, descoperit pe 12 iulie 1910, de Joseph Helffrich.